# Кубок России по самбо 2023
Кубок России по самбо 2023 года прошёл в городе Кстово (Нижегородская область) с 28 по 30 ноября. В командном зачёте победила сборная Уральского федерального округа.

## Медалисты

### Боевое самбо
| Весовая категория | Золото                                    | Серебро                                 | Бронза                                                                      |
| ----------------- | ----------------------------------------- | --------------------------------------- | --------------------------------------------------------------------------- |
| до 58 кг          | Ай-Херел Хертек · Новосибирская область   | Валерий Ергалов · Нижегородская область | Радмил Белеев · Республика Алтай Владимир Ламанов · Нижегородская область   |
| до 64 кг          | Найдан Куулар · Новосибирская область     | Тахир Токарев · Белгородская область    | Шейх-Мансур Хабибулаев · Камчатский край Абдула Хабибулаев · Чечня          |
| до 71 кг          | Шахбози Нозимзода · Новосибирская область | Наил Будаков · Самарская область        | Рашад Мурадов · Карелия Ибрагим Кортоев · Нижегородская область             |
| до 79 кг          | Алексей Иванов · Москва                   | Рим Хазиахметов · Самарская область     | Владимир Токов · Белгородская область Магомед Мурадов · Дагестан            |
| до 88 кг          | Иван Ложкин · Нижегородская область       | Имран Джавадов · Нижегородская область  | Кирилл Харьков · Московская область Николай Родин · Самара                  |
| до 98 кг          | Магомед Магомедов · Москва                | Анатолий Токов · Белгородская область   | Артур Чичков · Московская область Михаил Кондратьев · Нижегородская область |
| свыше 98 кг       | Михаил Кашурников · Москва                | Гасан Хархачаев · Дагестан              | Павел Дрямов · Московская область Олег Кубанов · Самарская область          |

### Мужчины
| Весовая категория | Золото                                   | Серебро                                 | Бронза                                                                     |
| ----------------- | ---------------------------------------- | --------------------------------------- | -------------------------------------------------------------------------- |
| до 53 кг          | Максим Ягунов · Кемерово                 | Артуш Хачатурян · Краснодарский край    | Павел Сараев · Московская область Андрей Кубарьков · Нижегородская область |
| до 58 кг          | Эдуард Мурадян · Краснодарский край      | Харун Тлишев · Краснодарский край       | Камран Мамедов · Москва Роберт Мойсеенко · Карелия                         |
| до 64 кг          | Владимир Мнацакарян · Краснодарский край | Кирилл Бажин · Казань                   | Александр Пшеничных · Верхняя Пышма Денис Яковлев · Новосибирская область  |
| до 71 кг          | Шамиль Тюряев · Москва                   | Расул Наш · Адыгея                      | Шамиль Зилфикаров · Ханты-Мансийск Али Дагоев · Москва                     |
| до 79 кг          | Станислав Скрябин · Верхняя Пышма        | Иван Пахомов · Ярославская область      | Иван Луканин · Верхняя Пышма Павел Табурченко · Брянск                     |
| до 88 кг          | Хожиакбар Саидов · Москва                | Аслан Абазов · Краснодарский край       | Турпалали Гусиханов · Верхняя Пышма Руслан Абдулмеджидов · Москва          |
| до 98 кг          | Денис Баканов · Москва                   | Дмитрий Торгашов · Верхняя Пышма        | Андрей Аюбов · Свердловская область Александр Горбаль · Курганская область |
| свыше 98 кг       | Алексей Мерзликин · Пенза                | Степан Солдатенков · Московская область | Аким Мишунин · Москва Глеб Познахирко · Верхняя Пышма                      |

### Женщины
| Весовая категория | Золото                                    | Серебро                                     | Бронза                                                                      |
| ----------------- | ----------------------------------------- | ------------------------------------------- | --------------------------------------------------------------------------- |
| До 50 кг          | Татьяна Фёдорова · Чувашия                | Оксана Кобелева · Свердловская область      | Ольга Полыгалова · Пермский край София Емелюкова · Чувашия                  |
| До 54 кг          | Маргарита Барнева · Нижегородская область | Елизавета Хачикова · Свердловская область   | Людмила Ершова · Москва Софья Циброва · Нижегородская область               |
| До 59 кг          | Екатерина Цыберт · Свердловская область   | Дарья Чекалина · Москва                     | Валентина Штенцова · Свердловская область Евгения Павлова · Москва          |
| До 65 кг          | Милена Хилова · Свердловская область      | Екатерина Оноприенко · Свердловская область | Валентина Остапец · Москва Екатерина Дорошенко · Санкт-Петербург            |
| До 72 кг          | Анастасия Филиппович · Смоленская область | Таисия Киреева · Челябинская область        | Евгения Чиреш · Москва Евгения Шевченко · Москва                            |
| До 80 кг          | Дарья Речкалова · Свердловская область    | Ольга Лихота · Свердловская область         | Вера Сенаторова · Свердловская область Полина Иудина · Свердловская область |
| Свыше 80 кг       | Ольга Артошина · Красноярский край        | Альбина Чоломбитько · Свердловская область  | Ольга Михеева · Свердловская область Алёна Камкина · Приморский край        |